# Objektschlüssel
Als Objektschlüssel wird in der Geologie und anderen Geowissenschaften die Klassifizierung der natürlichen Objekte an der Erdoberfläche bezeichnet. Sie dienen zur Erfassung der Gesteine und ihrer Formationen, der Geländeformen, Gewässer und der Landnutzung sowie teilweise der Grundstücke und Grenzen.
Technische Disziplinen und die Raumplanung beziehen auch Gebäude und andere künstliche Objekte in die Klassifizierung ein, z. B. Schottergruben und Steinbrüche, Bergwerke und Halden, Verkehrswege, Leitungen, Nutzteiche usw.
Die Gliederung der Objektschlüssel erfolgt in Hauptgruppen mit stufenweiser Verfeinerung. Solche Hauptgruppen können beispielsweise nach folgenden Kriterien definiert werden:
- Geologie: nach drei Gesteinsgruppen (Magmatite, Sedimente, Metamorphite) oder nach den fünf erdgeschichtlichen Epochen; ferner nach Art der Aufschlüsse, Bohrprofile usw.
- Land- und Forstwirtschaft: Arten der Bodennutzung (siehe unten), Waldtypen, Ödland usw.
- Bodenkunde: Bodenformen und Arten, Muttergestein, Exposition, Hydrogeologie
- Geodäsie und Raumplanung: 10–15 Arten der Landnutzung (Kulturklassen).

Die weitere Detaillierung erfolgt vorwiegend nach Formen der Dezimalklassifikation und umfasst z. B. in der Geologie mehrere 100 Gesteinsarten (nach örtlicher Ausprägung auch tausende), Dutzende Bohrungs- und Aufschlussmethoden, sowie Struktur- oder Korngrößen.
Für Steuerzwecke, Technik und Raumordnung sind demgegenüber vor allem Oberflächen-Merkmale und Ertragskraft von Bedeutung. So verwendet die Landnutzungs-Erfassung der EU z. B. folgende 13 Hauptklassen:
- Siedlungsflächen (incl. Verkehrsflächen)
- Ackerflächen
- Dauerkulturen
- Grünland
- Laub- und Mischwald
- Nadelwald
- Alpine Matten
- Latschen, Krummholz
- Felsflächen
- Spärliche Vegetation
- Gletscher
- Feuchtflächen
- Wasserflächen.

Ihre Nummerierung stellt die Leitzahl dar, die weitere Untergliederung in etwa 50 Klassen erfolgt in jeweils unterschiedlichem Detaillierungsgrad.